# Billy Riley
Billy Riley (Wigan, 17 maggio 1889 – Inghilterra, 27 agosto 1977) è stato un wrestler britannico.

## Carriera
Billy Riley decise di diventare allenatore di wrestling acquisendo un piccolo appezzamento di terreno in Wigan, nella regione del Lancashire. Con l'aiuto dei suoi studenti, costruì una palestra sul catch wrestling, diventata nota come "Snake Pit", perché la formazione era severa e lo stile di combattimento implacabile.
La palestra di Riley divenne presto popolare per la formazione di alcuni dei wrestler più esperti del mondo, come Karl Gotch, Bert Assirati, Melvin Riss, John Foley, Jack Dempsey, Billy Joyce, Billy Robinson, Dynamite Kid e suo figlio Ernie Riley.